# Starzenie się zbiornika zaporowego
Starzenie się zbiornika zaporowego – zmniejszenie pojemności wodnej zbiornika zaporowego narastające z biegiem czasu z uwagi na stałe zamulanie i zarastanie. Powyższe zmniejsza zdolności retencyjne danego zbiornika.
Starzenie się zbiornika jest efektem nanoszenia ze zlewni różnego materiału, który stopniowo osadza się w czaszy akwenu. Początkowo w rejonie cofki opadają grubsze i większe fragmenty, takie jak żwir i piasek. Mniejsze frakcje (zawiesina cząstek gliniastych, szczątki roślinne i zwierzęce) tworzą osady mułu w rejonie zapory. Wszystko to wpływa na powolne wypłycanie zbiornika. Opóźnienie procesu starzenia można osiągać w drodze całkowitego, okresowego opróżniania akwenów, gdyż wtedy część osadów jest zrzucana do odpływu. Wynikiem starzenia się zbiornika jest także narastająca eutrofizacja jego wód. Starzenie się zbiornika prowadzić może do całkowitego jego zaszutrowania i ostatecznego przekreślenia walorów użytkowych (w skrajnych przypadkach dzieje się to już po kilkudziesięciu latach użytkowania). Szczególnie szybko proces taki zachodzi w górskich zaporach przeciwrumoszowych.